# تابواکئا
تابواکئا (به لاتین: Tabwakea) یک منطقهٔ مسکونی در کیریباتی است که در کیریتیماتی واقع شده‌است. تابواکئا ۳٬۵۳۷ نفر جمعیت دارد.